# Buffalo (gruppo musicale)
I Buffalo sono stati un gruppo musicale hard rock australiano, fondato nel 1971 a Sydney.

## Formazione

### Ultima
- Dave Tice - voce
- Chris Turner - chitarra
- Ross Sims - basso
- Jimmy Economou - batteria

### Ex componenti
- Alan Milano - voce
- Paul Balbi - batteria
- John Baxter - chitarra
- Karl Taylor - chitarra
- Peter Wells - basso

## Discografia

### Album in studio
- 1972 Dead Forever...
- 1973 Volcanic Rock
- 1974 Only Want You for Your Body
- 1976 Mother's Choice
- 1977 Average Rock 'n' Roller

### EP
- 1974 Buffalo

### Raccolte
- 1980 Rock Legends: Buffalo
- 1989 Skirt Lifters: Highlights & Oversights 1972-1976